# Beilschmiedia miersii
Beilschmiedia miersii conocido por Belloto del norte, es una especie de árbol perennifolio de la familia de las Lauraceae. Es endémica de Chile.

## Hábitat
Esta especie de la flora de Chile es nativa de la zona de Chile central, entre los 30° y los 35° de latitud sur, entre la región de Coquimbo y la región del Maule, hasta 1.200 m s. n. m., en ambientes de muy baja humedad.
Se ha aclimatado en España, pero raramente se ve.

## Descripción

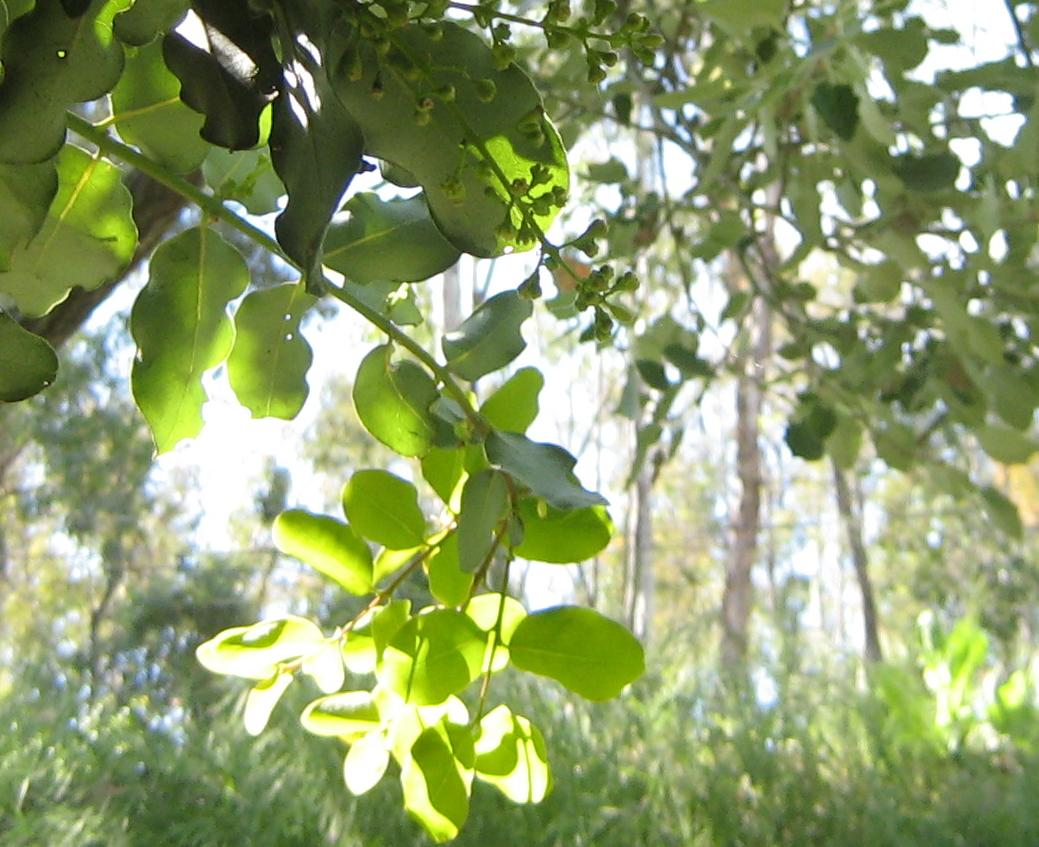
Rama con inflorescencias

Alcanza los 25 m de altura y 80 cm de diámetro; Posee un tronco recto y cilíndrico y una corteza gris parda. Presenta hojas simples, opuestas o subopuestas, aovadas a aovadas-elípticas, margen entero, ondulado, haz verde lustroso oscuro, envés glauco; ápice obtuso a emarginado, base obtusa a levemente subcordada; láminas de 4-11 x 1,5-5 cm, pecíolos muy pubescentes de 5-10 mm de largo. Sus flores son hermafroditas, en inflorescencias de 3-10 cm de largo, pediceladas de 2-5 mm, amarillas verdosas, con tépalos pubescentes, carnosos, estambres y estaminodios y un estilo que termina en un estigma papiloso, obtuso.
El fruto es una drupa castaña al madurar, de 3,5 cm de diámetro.

## Taxonomía
Beilschmiedia miersii fue descrito por (Gay) Kosterm. y publicado en Recueil des Travaux Botaniques Néerlandais 35:858. 1938.
Sinonimia
- Bellota miersii Gay[4]
- Boldu chilanum Nees[5]

## Usos
La madera de esta especie es de buena calidad, razón por la cual era muy utilizada antiguamente para la construcción naval. 
Sus frutos poseen una alto contenido nutritivo y era muy utilizado antiguamente para alimentar a los cerdos. Es así como el nombre común de esta especie se deriva de la similitud con los frutos del género Quercus llamados bellotas, con el cual se alimentaba a los cerdos en Europa para la producción de jamón. si bien, no hay antecedentes del consumo humano de sus "nueces" por parte de los pueblos originarios, a diferencia del consumo tradicional de la "nuez" de la especie Beilschmiedia tawa de nueva Zelanda, para ser consumida requiere ser preparada (limpiadas y cocidas) de la misma forma.
Dado el estado vulnerable de esta especie, se ha propiciado su uso como planta ornamental en parques y jardines.

## Cultivo

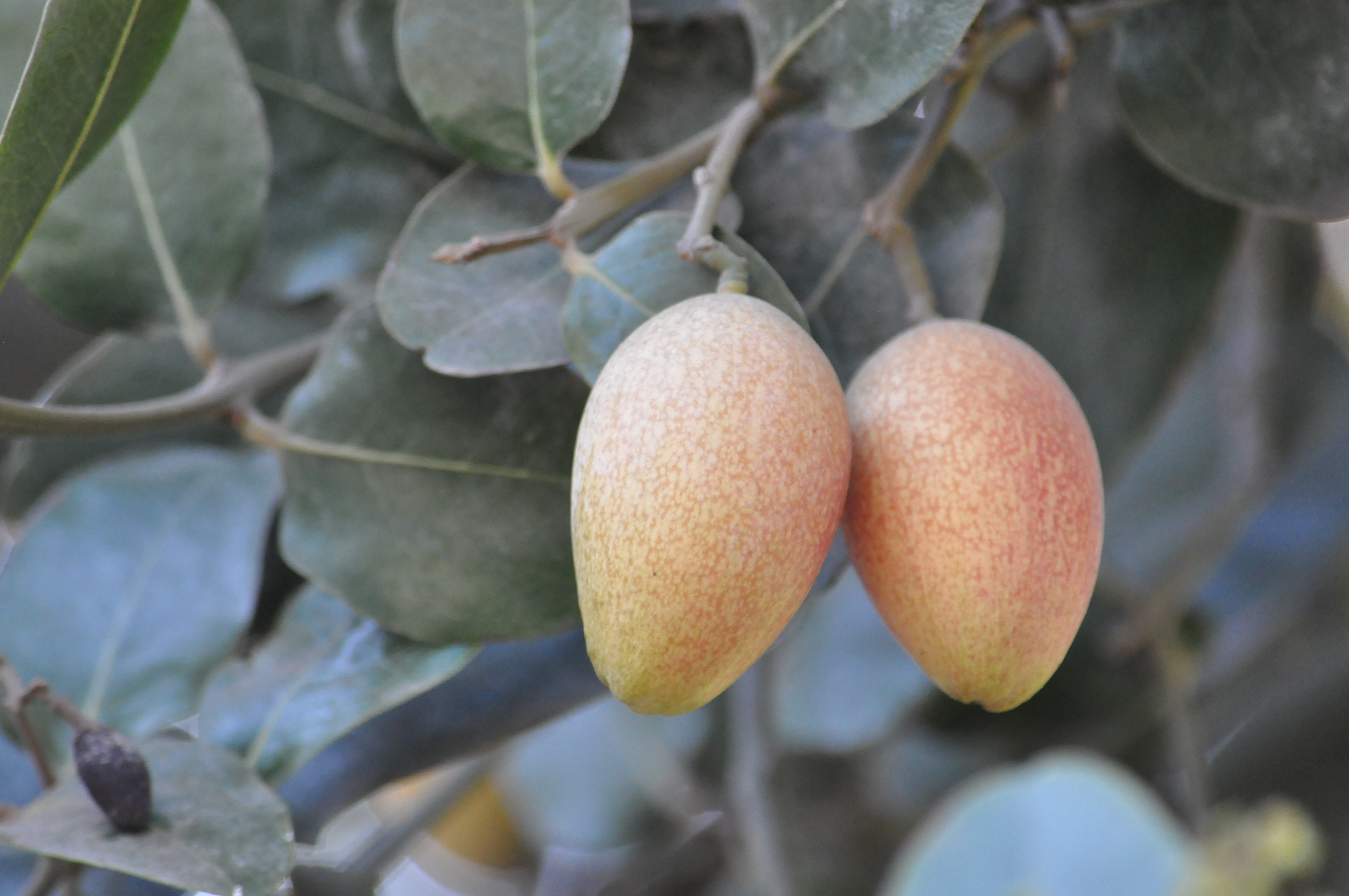
Frutos maduros.

El belloto del norte se reproduce mediante semillas, las cuales maduran y deben ser cosechadas en otoño, es decir, entre los meses de marzo y abril. Las semillas pierden rápidamente su viabilidad, por lo que una vez cosechadas deben ser inmediatamente plantadas. Las semillas deben ser plantadas en un lugar húmedo y con algo de sombra y parte de la semilla debe quedar expuesta a la superficie para facilitar su germinación. Una vez germinado las plántulas pueden ser trasladados a envases mayores solo después del primer año. Debe cultivarse a con una fitración de sol entre el 40 y 80% o bajo vegetación poco espesa.  
Este árbol es de crecimiento relativamente rápido, en ambiente natural crece en tierras fértiles profundas y muy húmedas, de preferencia en quebradas de la cordillera de la costa. Se aconseja un riego de dos veces por semana para la zona central. A diferencia del Belloto del sur, esta especie es poco resistente a heladas fuertes y prolongadas. Equivalente a zona de rusticidad 10 y 11.
El belloto del norte es un árbol que puede alcanzar desde 5 a 10 metros de altura, por lo que su uso es ideal para parques urbanos. Un ejemplar de seis años puede alcanzar los dos metros de altura, tamaño adecuado para ser plantado en parques, siempre a semisombra.

## Protección de la especie
El año 1995 la especie Belloto de Norte fue declarada junto a otras especies como Monumento Natural, mediante el Decreto Supremo N° 13, del Ministerio de Agricultura, basándose en la Convención para la Protección de la Fauna y Flora y las Bellezas Escénicas Naturales de América y en cuya voluntad de los estados contratantes de esta convención se comprometieron a proteger y conservar los ejemplares de las especies de su flora y fauna indígenas en su medio ambiente natural, preservando su diversidad genética y evitando por cualquier medio su extinción. Este decreto prohibió la tala de árboles en pie y permitió el aprovechamiento de ejemplares muertos mediante un plan de manejo.
Años más tarde, en noviembre de 2009, se dicta el Decreto Supremo N°654 con la intención de armonizar las disposiciones jurídicas e incorporar las autorizaciones de corta e intervención de las especies forestales declaradas Monumento Natural.
La Cordillera El Melón fue declarada como Sitio Prioritario de Conservación de la Biodiversidad en la Estrategia para la Conservación de la Biodiversidad Región de Valparaíso mediante la Resolución exenta N°739 de 2007 de la Intendencia Regional de Valparaíso.

## Conflictos ambientales
La cordillera del Melón, en la comuna de Nogales, conserva la mayor concentración de la especie de belloto del norte, con alrededor de 20.000 ejemplares en estado de conservación vulnerable y el cual se encontraba amenazado por las actividades de extracción de tierra de hojas, producción de carbón vegetal y la actividad asociadas a la mediana minería.
En este lugar operaba la compañía minera Disputada de las Condes (hoy Anglo American), que solicitó ampliar el año 2003 sus actividades en las quebradas de El Torito, El Sauce, y Caquicito. Igualmente se solicitó la inundación con tranques de relave la Quebrada Infiernillo, lo cual pudo ser posible debido a que el Ministerio de Agricultura permitió en noviembre de 2003 mediante Decreto 525, la desafectación del área. Debido a las protestas y judicialización del caso por parte de organizaciones ambientales, el decreto fue revocado en diciembre de 2004 mediante Decreto 625, sin embargo, tras un año de intervenciones de la compañía minera, la zona fue gravemente afectada.
En diciembre de 2008 se realizó una presentación a la comunidad del sector El Melón de los resultados de un estudio financiado por el Fondo de Protección Ambiental (FPA) que trató sobre el estado de conservación del belloto del norte, el cual concentró esfuerzos en las quebradas El Pedernal, El Infiernillo y de los trabajos de mitigación realizados por la compañía minera tras el daño ambiental causado, los cuales habían fracasado.
En diciembre de 2009 se presenta a evaluación el estudio de impacto ambiental “Continuidad operativa sustentable Mina El Soldado”, sin embargo, este proyecto fue desistido.
En enero de 2018 se presenta a evaluación de impacto ambiental el proyecto “Continuidad operativa tranque de relaves El Torito operación El Soldado”, este proyecto minero elimina bosque nativo y contempla además la intervención del Sitio Prioritario de Conservación de la Biodiversidad Cordillera El Melón.